# کیسوکه موری
کیسوکه موری (انگلیسی: Keisuke Mori؛ زادهٔ ۱۷ آوریل ۱۹۸۰) بازیکن فوتبال اهل ژاپن است.
از باشگاه‌هایی که در آن بازی کرده‌است می‌توان به باشگاه فوتبال ساگان توسو اشاره کرد.